# Samuele Cottafava
Samuele Cottafava (Modena, 1º novembre 1998) è un giocatore di beach volley italiano.

## Biografia
Nato a Modena, già attivo nelle giovanili, debuttò nel panorama professionistico internazionale insieme al compagno Jakob Windisch. Insieme, si aggiudicarono tre tappe del World tour nel 2021 (Budapest, Tel Aviv e Cervia). Nello stesso anno, la coppia vinse gli assoluti, in occasione dei Campionato italiano di beach volley.
Dal 2022, gareggia insieme all'argento olimpico Paolo Nicolai. La coppia prese parte al nuovo World Pro Tour, la manifestazione che sostituisce il vecchio world tour, ottenendo diversi podi, tra cui il bronzo nelle Finals di Doha.
In occasione dei Campionati mondiali di beach volley 2022, che si tennero a Roma, Cottafava e Nicolai si piazzarono noni, venendo sconfitti agli ottavi. La coppia azzurra ottenne il medesimo risultato agli Europei dello stesso anno, perdendo in tre set gli ottavi di finale contro gli svedesi David Åhman e Jonatan Hellvig, che si aggiudicarono poi la medaglia d'oro.
Agli Europei dell'anno seguente, sconfitti in semifinale dagli svedesi, disputarono la finale per il bronzo contro la coppia ucraina formata da Serhi Popov ed Eduard Reznik, perdendo al secondo set. Sempre nel 2023, si piazzarono noni ai Mondiali di beach volley, perdendo in due set gli ottavi di finale. Nelle finals del World Pro Tour chiusero quinti.

## Vita Privata
Intrattiene una relazione sentimentale con la campionessa di beach volley Valentina Gottardi

## Palmarès

### Mondiali
- Roma 2022: 9º posto
- Tlaxcala 2023: 9º posto

### World Pro Tour
- 2022:
  - Doha Challenge: 1 argento
  - Jūrmala Elite 16: 1 oro
  - Parigi Elite 16: 1 bronzo
  - Doha Finals: 1 bronzo

- 2023:
  - Edmonton Challenge: 1 bronzo
  - Amburgo Elite 16: 1 argento
  - João Pessoa Elite 16: 1 argento

### World tour
- 2019:
  - Budapest Open: 1 oro

- 2020:
  - Tel Aviv Open: 1 oro

- 2021:
  - Sofia Beach Open 2: 1 bronzo
  - Cervia World Tour 1 Star: 1 oro

### Europei
- Monaco di Baviera 2022: 9º posto
- Vienna 2023: 4º posto